# Фергюсон, Томас
Томас Фергюсон (англ. Thomas Ferguson; род. 7 июля 1949 года) — американский политолог, профессор политологии Массачусетского университета, член консультативного совета Института нового экономического мышления. Ответственный редактор журнала The Nation.
Фергюсон родился в состоятельной семье и получил элитное образование в иезуитском колледже. После обучения в Германии поступил в аспирантуру в Принстонском университете, где защитил диссертацию на степень доктора философии. С того времени и по настоящее время Фергсюон изучает политическую и экономическую историю США, в частности влияние глобальных тенденций в распределении труда и капитала на политическую конъюнктуру в этой стране.

## Биография
Томас Фергюсон родился 7 июля 1949 года. Высшее образование получал в частному иезуитском вузе — Университете Маркетта в Милуоки (1967—1970). После окончания университет обучался на курсах немецкого языка в Институте имени Гёте (Бад-Райхенхалль, Германия) (1970). Вслед за этим ещё один год Фергюсон провёл на курсах Зальцбургского университета (1971). После этого он вернутся в Америку где поступил в магистратуру другого частного иезуитского вуза — Университет Лойолы в Чикаго. Здесь он получил степень магистра в 1973 году. После этого Фергсюон поступил в Принстонский университет, где получил степень доктора философии в политологии в 1981 году. Его научным руководителем являлся декан факультета политологии Принстона Дуэйн Локард (англ. Duane Lockard).

## Научный вклад

### Новый курс Рузвельта и новый интернациональный блок
Свою докторскую диссертацию «Критическая перегруппировка: падение дома Морганов и истоки „нового курса“» (1981) Фергюсон посвятил тематике, которая будет находиться в центре его академических интересов на протяжении всей научной картеры — кризису производственных отношений в США в конце 1920-х гг. и вызванной им перегруппировке политических сил.
Изучение событий 1920-х годов Фергюсон начинает с рассмотрения так называемой «Системы 96» — массивного политико-экономического блока, который сложился в 1896 году вокруг Республиканской партии и состоял из представителей основных отраслей трудоёмких отраслей промышленности (сталелитейной, текстильной, угольной, и обувной). Высокое содержание труда в производстве обусловило общие политические и социальные принципы участников блока: в социальной политике они резко противостояли профсоюзам и рабочему движению, отстаивали принцип невмешательства государства в социальную политику, в международной экономике — выступали за высокие таможенные тарифы, которые могли бы защитить их от конкуренции иностранных товаров. Неотъемлемой частью этого блока «национал-капиталистов» на протяжении большей части периода были инвестиционные и коммерческие банки, которые отказались от поддержки демократов в 1890-е годы, когда сторонники «свободного серебра» и популисты захватили руководство партией. Огромные инвестиции, которые финансисты стали вкладывать в тресты с середины 1890-х годов предоставили им большую, часто контролирующую, долю в американской промышленности и значительно породнили с крупными промышленниками и заложили основу для гораздо более прочной привязанности к Республиканской партии. Первая мировая война положила конец сложившемуся балансу сил: за несколько лет США из мирового должника превратились в мирового кредитора, огромный спрос привёл к небывалому улучшению положения рабочих, а после завершения войны — к столь же небывалому росту стачечного движения. Страна погрузилась в глубокий кризис, на фоне которого крупные промышленные фирмы, которые всегда полагались на трудоёмкое производство попытались вернуться к прежней политике подавления рабочего движения и взвинчивания протекционистских тарифов, но теперь они встретились с противодействием новых, капиталоориентированных компаний, которые предпочитали выстраивать дружественные отношения с профсоюзами и выступали за открытие мировых рынков. К последним присоединились мультинациональные банки, а также европейские государства, которые изнывали от послевоенных долгов и были крайне заинтересованы в открытии огороженного тарифами американского рынка.
Как отмечал Фергсюсон, конфликт между этими двумя группами лежал в основу всех основных внешнеполитических споров 1920-х годов. Первоначально старые протекционистские силы одержали ряд решительных побед: они успешно держали США вне сферы влияния Мирового суда, а также взвинтили тарифы. Но тенденция мировой политики работала против них. На протяжении 1920-х гг. ряды в основном восточного интернационалистического блока пополнялись. Возникла когорта новых финансовых домов, которые начали бороться за господство с признанными финансовыми лидерами: домами Моргана и Куна и Леба. Со временем из этих фирм родится поколение знаменитых демократов: Джеймс Форрестол из Диллона, Аверелл Гарриман из компании Brown Brothers Harriman; Сидни Вейнберг из Goldman Sachs; Джон Милтон Хэнкок и Герберт Леман из Lehman Brothers. В коммерческом банкинге соперники также начали оспаривать позицию Моргана. Bank of America быстро вырос и стал одним из крупнейших коммерческих банков мира. Хотя борьба не перешла в открытую форму, банк резко выступал против интересов Моргана, который пытался использовать Федеральный резервный банк Нью-Йорка для защиты своих интересов. Морган также враждебно относился к Джозефу Кеннеди и другим набирающим силу финансовым магнатам. Совокупное влияние всего этого давления стало очевидным на выборах 1928 года. Некоторые из инвестиционных банкиров, особенно Аверелл Гарриман, перешли к демократам. Возмущенные тем, что дом Морганов использует Федеральный резерв Нью-Йорка для контроля над процентными ставками в США ради достижения своих международных целей, банкиры Чикаго во главе с Мелвином Трейлором из First National организовали съезд демократов и приняли в нём участие.
Великая депрессия поставила окончательный крест на «Системе 96»: открыло новую фазу распада ныне скрипящей Системы 96-го. Президент Гувер (республиканец) выступал против расходов, финансируемых за счет дефицита, и мягкой денежно-кредитной политики. После того, как британцы отказались от золотого стандарта в сентябре 1931 года и перешли к созданию блока преференциальной торговли, непримиримость Гувера и финансистов поставила международную экономику на путь столкновения с американской внутренней экономикой. Промышленники и фермеры начали требовать от правительства помощи в виде тарифов, даже более высоких, чем в недавно принятом законопроекте Смута-Хоули; они также призвали к легализации картелей и, что еще важнее, к девальвации доллара за счет значительного увеличения денежной массы. Приверженность Гувера к золоту стала вынуждать сторонников инфляционистских и протекционистских мер переходить на сторону демократов. Именно в этот момент на политической карте Америки появился Рузвельт. Как отмечал Фергюсон: «Рабочие, фермеры и многие промышленники ополчились против финансистов в целом и его самого знаменитого символа, Дома Морганов, в частности, практически все основные инвестиционные банки Америки, не принадлежащие к Морганам, выстроились за Рузвельтом. И, возможно, в наименее оцененном аспекте Нового курса, так же поступил и контролируемый Рокфеллером Chase National Bank». После прихода Рузвельта ко власти Рокфеллеры пролоббировали закон Гласса — Стиголла, который запретил коммерческим банкам заниматься инвестиционной деятельностью и существенно ограничил право банков на операции с ценными бумагами, введя обязательное страхование банковских вкладов. Этот закон нанёс сокрушительный удар по Морганам, чья банковская система была выстроена на слиянии коммерческих и инвестиционных операций. Это также открыло путь к финансовой структуре, которую венчал банк Рокфеллеров, имевший особые связи с капиталоемкой отраслью — нефтью.

### Поворот вправо
В своей следующей крупной работе, написанной совместно с Аароном Баграняном, Фергюсон проследил причины упадка популярности демократической партии и произошедшего в результате этого перегруппирования политических сил, который сплотились вокруг Республиканских сил. Они считает, что действительное содержание политического процесса в стране определяет расстановка сил среди «главных финансовых доноров» партийно-политической системы. В отличие от большинства индивидуальных избирателей такие доноры обычно имеют ясные причины для финансирования тех, кто контролирует страну, имеют они и возможность выдержать расходы на подобную цель. На основе изучения данных о финансировании избирательных кампаний двух ведущих партий, в том числе материалов Федеральной комиссии но выборам, в книге прослеживается изменение позиций различных групп монополистического капитала по ключевым вопросам внутренней и внешней политики. Авторы книги стремятся показать, кто и с какой целью «оплатил» происшедшие в стране политические перемены.
Сложившаяся еще со времен «нового курса» партийная приверженность монополистических групп оставалась в значительной степени неизменной. Демократов поддерживали представители капиталоемких отраслей промышленности, представители трудоемких концентрировались вокруг республиканцев. Инвестиционные и транснациональные коммерческие банки, таким образом, поддерживали демократов. Их взгляды названы в книге «транснациональным либерализмом». Он характеризовался склонностью разрешать классовые конфликты внутри страны путем социального контракта и стремлением извлечь максимальные выгоды из принципа «свободной торговли» во внешнеэкономической стратегии. В дальнейшем ряд факторов, прежде всего экономического характера, привел к серьезным изменениям в позициях монополистического капитала.
В качестве отправной точки авторы рассматривают экономический кризис 1973—1975 гг., едва ли не самый тяжелый со времен «великой депрессии». Уже в 70-х годах отчетливо проявилась тенденция к усилению консервативных настроений внутри класса капитала. Низкие темпы экономического роста в сочетании с высоким уровнем инфляции на всем протяжении десятилетия, расстройство государственных финансов привели к разочарованию в кейнсианских рецептах регулирования хозяйственного механизма. Многие секторы большого бизнеса вознамерились освободиться от «навязчивого» вмешательства государства в их деятельность. Как видно из книги, наряду с действием объективных трудностей, заставивших правящий класс искать альтернативные пути, определенную роль сыграли и своекорыстные интересы. Так, нефтехимические, химические, фармацевтические транснациональные монополии, традиционно поддерживавшие демократов, решили скинуть путы регламентаций по охране окружающей среды, безопасности труда рабочих, экспорту опасных для здоровья товаров. Через принадлежащие им фонды С. Ричардсона, Дж. Олина, С. Скейфа и др. фирмы включились в кампанию поддержки лозунга «свободного предпринимательства», вошли в число доноров таких неоконсервативных изданий, как «Паблик интерест». К концу 70-х годов общие расходы всех групп монополий им пропаганду программ «дерегулирования» составляли около 1 млрд долларов ежегодно.
Распространившаяся уверенность в необходимости сведения к минимуму государственного регламентирования хозяйственной деятельности размыла базу демократов среди монополистического капитала. Такие же последствия имели требования резко снизить налоги. В условиях замедления темпов экономического развития, высокого уровня инфляции в сочетании с курсом на наращивание вооружений под нож должны были пойти социальные программы. Еще одним фактором, ослабившим позиции демократической партии на элитарном уровне, стало стремление правящего класса вернуться к силовой политике на международной арене. К концу 70-х годов дебаты в этих кругах свелись к вопросу о размерах «достаточного уровня» финансирования гонки вооружений. Демократы, пишут Т. Фергюсон и Дж. Роджерс, ощутили невозможность совместить пушки и масло, «что означало балансирование между требованиями главных инвесторов и нуждами массовой базы… Напряжеёность в рядах демократов делала партию ненадёжным проводником устремлений бизнеса». Таким образом, сила партии, на протяжении длительного времени удерживавшей в своей орбите большую часть электората путем социального маневрирования, обернулась в глазах правящих кругов ее слабостью. Политические выгоды из переориентации монополистической буржуазии извлёк блок Р. Рейгана, чья платформа па президентских выборах 1980 г. сплотила вокруг себя подавляющую часть правящего класса. Процесс, который ошибочно принимается за «консервативную волну» с Юга-Запада, означает поворот вправо всего американского большого бизнеса, подчеркивается в книге.
Достигнутый к началу 80-х годов консенсус большого бизнеса носил преходящий характер и сводился к трём основным положениям: сокращать расходы на заработную плату и социальные программы, снижать налоги и увеличивать военные расходы. «Коалиция состояла одновременно из националистов и некоторых интернационалистов: это были защитники жёсткой денежной политики и неограниченного в расходах финансового курса; сторонники свободной торговли и протекционизма, противоречивых налоговых программ, сталкивающихся внешнеполитических интересов. Эта коалиция, хотя и привела Рейгана к власти, была в милю шириной и только на дюйм глубиной». Но политическая верхушка демократической партии не спешила с поисками уязвимых мест в политике рейгановской администрации. Ведь с точки зрения большинства монополистической буржуазии, партия выглядела «слишком либеральной». Многие конгрессмены-демократы в начале первого срока республиканского правления голосовали за программы, составлявшие ядро рейгановской экономической и военной политики.
В книге детально прослеживается процесс перегруппировки сил внутри демократической партии в 1981—1984 гг. Заметно возросла политическая активность групп и организаций, находящихся на левом фланге массовой базы партии. Однако реального воздействия на выработку политического курса демократической партии они оказать не смогли. Авторы сводят проблемы левых сил к нехватке финансовых средств для действенного участия в процессе принятия политических решений, выдвижения кандидатов, для привлечения внимания средств массовой информации. Действительно, деньги играют большую роль в избирательных кампаниях, и последние президентские выборы установили очередной рекорд (обе ведущие буржуазные партии потратили вместе около 1 млрд долларов).
Партийная элита демократов всё же приступила к поиску альтернатив рейганизму. Но она не пошла по пути использования потенциала массовых настроений недовольства, а искала опору среди тех деловых кругов, которых не устраивали конкретные результаты деятельности республиканцев в области национальной экономики, внешней политики. Определением приоритетных вопросов для программы партии на выборах 1984 г. занимались как новые организации — «Демократы для 80-х», Центр национальной политики, так и старые мозговые центры вроде Брукингского института. Однако о направленности их изысканий свидетельствует приведенное в книге замечание одного из популярных в мире бизнеса изданий («Индастри уик») о том, что Брукингский институт «с каждым днем все больше переходит на язык Рональда Рейгана». Усилия партийной верхушки демократов не остались незамеченными крупным бизнесом. Она была поддержана частью представителей военных подрядчиков — «Юнайтед текнолоджиз», «Дженерал дайнэмикс», «Боинг», крупнейших банков, в частности «Бэнк оф Америка», многих инвестиционных банков, транснациональных корпораций и магнатов недвижимости.
Следствием изменений в стратегии правящих кругов США явилась, пишут авторы, новая «правоцентристская ориентация» партийной системы. И хотя республиканская коалиция оказалась разнородной и противоречивой, победы Рейгана расценивались его сторонниками как свидетельство возникновения «нового консервативного большинства», пришедшего на смену «новому курсу». Однако претензии на утверждение на долгие времена новой партийной системы во главе с республиканской партией, по мнению авторов, изначально не имели под собой твёрдой почвы. Трудности демократической партии, подчеркивают они, носят временный характер. Благодаря промонополистической ориентации, продолжают авторы свой политический прогноз, демократы смогут обрести твёрдую опору в рядах избирателей с высоким уровнем доходов и получат возможность рассчитывать на успех в будущих президентских выборах. Принципиальных политических перемен эта победа не принесёт. Без мощного давления снизу и при относительно спокойной экономической ситуации, говорится в заключение, более консервативная ориентация партийной системы в течение какого-то времени останется неизменной.

## Список работ
Докторская диссертация
- Ferguson, Albert Thomas. Critical Realignment : The Fall of the House of Morgan and the Origins of the New Deal : [Diss.. … Doctor of Philosophy in Political Science] / Ferguson, Albert Thomas (Ph.D.). — Princeton : Princeton University, 1981. — 1938 p.

Книги
- Ferguson, Albert Thomas; Rogers, Joel. Right Turn : The Decline of the Democrats and the Future of American Politics. — New York : Hill and Wang, 1986. — 276 p.
- Ferguson, Albert Thomas. Golden Rule : The Investment Theory of Political Parties and the Logic of Money-Driven Politics. — Chicago : University of Chicago Press, 1995. — 432 p.

Статьи в журналах и сборниках
- Ferguson, Albert Thomas. Party Realignment and American Industrial Structure: The Investment Theory of Political Parties in Historical Perspective // Research in Political Economy / edited by Paul Zarembka. — Greenwich, CT : JAI Press Fall, 1983. — Vol. VI. — P. 1—82.
- Ferguson, Albert Thomas. From 'Normalcy' to New Deal: Industrial Structure, Party Competition, and American Public Policy in the Great Depression // International Organization. — 1984. — Vol. 38, no. 1. — P. 41—94.
- Ferguson, Albert Thomas; Gerald Epstein. Monetary Policy, Loan Liquidation, and Industrial Conflict: The Federal Reserve and the Open Market Operations of 1932 // Journal of Economic History. — 1984. — Vol. XLIV. — P. 957—984.
- Ferguson, Albert Thomas. Party Competition and Industrial Structure or, What have They Done to You Lately? / Benjamin Ginsberg, and Alan Stone ed. // Do Elections Matter?. — Armonk : M.E. Sharp, 1986. — P. 164—88.
- Ferguson, Albert Thomas. The Right Consensus? Holsti and Rosenau’s New Survey // International Studies Quarterly. — 1986. — Vol. 30. — P. 411—23.
- Ferguson, Albert Thomas. Industrial Power and The Coming of The New Deal: The Triumph of Multinational Liberalism in America / S. Fraser and G. Gerstle // The Rise and Fall of The New Deal Order. — Princeton, N.J. : Princeton University Press, 1989. — P. 3—30.
- Ferguson, Albert Thomas. Le 'reaganisme': un bilan partiel // Historiens-Geographies. — 1987. — No. 314. — P. 1179—88.
- Ferguson, Albert Thomas. By Invitation Only: Party Competition and Industrial Structure in the 1988 Election // Socialist Review. — 1989. — Vol. IXX, no. 4. — P. 73—103.
- Ferguson, Albert Thomas; Gerald Epstein. Answers To Stock Questions: Fed Targets, Stock Prices, and the Gold Standard in the Great Depression // Journal of Economic History. — 1991. — Vol. 51, no. 1. — P. 190—200.
- Ferguson, Albert Thomas. Industrial Structure and Party Competition in the New Deal: A Reply to Webber // Sociological Perspectives. — 1991. — Vol. 34, no. 4. — P. 493—526.
- Ferguson, Albert Thomas. Comment On Page // States and Societies. — Vol. 9, no. 1. — P. 3—4.
- Ferguson, Albert Thomas. An Unbearable Lightness of Being? Party and Industry in the 1988 Democratic Primary // Do Elections Matter?. — Armonk, N.Y. : M.E. Sharpe, 1992.
- Ferguson, Albert Thomas. Money and Politics / Godfrey Hodgson ed. // Handbooks To The Modern World. — New York : Facts on File, 1992. — Vol. II. — P. 1060—84.
- Ferguson, Albert Thomas. Deduced and Abandoned: Rational Expectations, The Investment Theory of Political Parties, And the Myth of the Median Voter // American Review of Politics. — 199. — No. 14. — P. 497—532.
- Ferguson, Albert Thomas. Organized Capitalism, Fiscal Policy, and the 1992 Democratic Campaign // New Directions in American Politics. — Washington : CQ Press. — P. 118—39.
- Ferguson, Albert Thomas. From Boiling Pot To Melting Pot: The Real Lessons of the American Experience of Immigration and ‘Assimilation,’ / In Roger Benjamin, C.R. Neu, and Denise Quigley ed. // Between States and Markets: The Limits of the Transatlantic Alliance. — New York : St. Martin’s Press for the Rand Corporation, 1995.
- Ferguson, Albert Thomas. The 1994 Explosion / Benjamin Ginsberg and Alan Stone // Do Elections Matter?. — Armonk, 1996. — P. 86—100.
- Ferguson, Albert Thomas; James K. Galbraith. The American Wage Structure 1920—1947 / Alexander Field ed. // Research In American History. — Stamford : JAI Press, 1999. — Vol. XIX. — P. 205—257.
- Ferguson, Albert Thomas. Business Leadership and Discrimination: An Alternative Econometric Analysis // Industrial and Corporate Change. — 1999. — Vol. 8, no. 4. — P. 777—98.
- Ferguson, Albert Thomas. Blowing Smoke: Impeachment, the Clinton Presidency, and the Political Economy / William Crotty // The State of Democracy In America. — Washington : Georgetown University Press, 2001. — P. 195—254.
- Ferguson, Albert Thomas. School District Performance Under The MCAS // New England Journal of Public Policy. — 2002. — Vol. 17, no. 2. — P. 77—144.
- Ferguson, Albert Thomas; Peter Temin. Made In Germany: The German Currency Crisis of 1931 / Alexander J. Field // Research in Economic History. — Amsterdam : JAI, An Imprint of Elsevier Science, 2003. — Vol. 21. — P. 1—53.
- Ferguson, Albert Thomas. Comment on ‘The German Twin Crisis of 1931,’ // Journal of Economic History. — 2004. — Vol. 64, no. 3. — P. 872—76.
- Ferguson, Albert Thomas; Jie Chen. Investor Blocs and Party Realignments in American History // Journal of the Historical Society. — 2005. — Vol. V, no. 4. — P. 503—46.
- Ferguson, Albert Thomas. Globalization Strategies: Then vs. Now // Prospects for Reforming the IMF and the World Bank, Proceedings of a Conference Sponsored by the American Institute for Economic Research. — Great Barrington : American Institute for Economic Research. — P. 81—85.
- Ferguson, Albert Thomas. Beyond Their Means? The Costs of Democracy From Jefferson to Lincoln // Journal of the Historical Society. — 2006. — Vol. VI, no. 4. — P. 501—512.
- Ferguson, Albert Thomas. History, Politics, Statistics: A Preface To Walter Dean Burnham’s Electoral Archive // Journal of the Historical Society. — 2007. — Vol. 7, no. 4. — P. 493—503.
- Ferguson, Albert Thomas; H-J. Voth. Betting on Hitler: The Value of Political Connections in Nazi Germany // Quarterly Journal of Economics. — 2008. — Vol. 123, no. 1. — P. 101—37.
- Ferguson, Albert Thomas; Robert Johnson. Too Big To Bail: The ‘Paulson Put,’ Presidential Politics, and the Global Financial Meltdown Part I: From Shadow Banking System to Shadow Bailout // International Journal of Political Economy. — 2009. — Vol. 38, no. 1. — P. 3—34.
- Ferguson, Albert Thomas; Robert Johnson. Too Big To Bail: The ‘Paulson Put,’ Presidential Politics, and the Global Financial Meltdown Part II: Fatal Reversal — Single Payer and Back // International Journal of Political Economy. — 2009. — Vol. 38, no. 2. — P. 5—45.
- Ferguson, Albert Thomas; Robert Johnson. Another God That Failed: Free Market Fundamentalism and the Lehman Bankruptcy // The Economists’ Voice. — 2010. — Vol. 7, no. 1, 1.
- Ferguson, Albert Thomas; Robert Johnson. A World Upside Down? Deficit Fantasies in the Great Depression // International Journal of Political Economy. — 2011. — Vol. 40, no. 1. — P. 3—47.
- Ferguson, Albert Thomas; Robert Johnson. When Wolves Cry ‘Wolf’: Systemtic Financial Crises and the Myth of the Danaid Jar / L. P. Rochon and M. Seccareccia // Contemporary Financial Capitalism. — Cheltenham : Edward Elgar, 2013.
- Ferguson, Albert Thomas. Legislators Never Bowl Alone: Big Money, Mass Media, and the Polarization of Congress / William Crotty ed. // Polarized Politics: The Impact of Divisiveness in the US Political System. — Boulder : Lynne Rienner, 2014. — P. 95—128.
- "Best Buy Targets Are Stopping a Debt Deal, " Financial Times, July 26, 2011, http://www.ft.com/intl/cms/s/0/7ead8528-b7af-11e0-8523-00144feabdc0.html#axzz1cB92PyW0
- Ferguson, Albert Thomas; Paul Jorgensen and Jie Chen. Party Competition and Industrial Structure in the 2012 Election // International Journal of Political Economy. — 2013. — Vol. 42, no. 2. — P. 3—41.
- Ferguson, Albert Thomas; Robert Johnson. Bridge Loan To Nowhere / Katrina vanden Heuvel // The Nation. — Meltdown New York : Nation Books, 2009. — P. 175—83.
- Ferguson, Albert Thomas. The Political Economy of Knowledge and the Changing Politics of Philosophy of Science Democracy in the 1990’s // Voting in the United States. — Lyndon B. Johnson Foundation, Texas Young Attornies Association, and Lyndon B. Johnson School of Public Policy, 1991.
- Ferguson, Albert Thomas. Labor Law Reform and Its Enemies / Green and Massie ed. // The Big Business Reader. — New York : Pilgrim Press, 1980. — P. 267—75.
- Ferguson, Albert Thomas. Sources for the Study of Revolutionary Guerilla Warfare / Sam C. Sarkesian ed. // Revolutionary Guerrilla Warfare. — Chicago : Precedent, 1975. — Chapter VIII.
- Ferguson, Albert Thomas. The Political Economy of Knowledge and the Changing Politics of Philosophy of Science // A Quarterly Journal of Critical Thought. — Telos, 1973. — No. 15. — P. 124—137.